# Cristina e Mauro Duarte
Cristina e Mauro Duarte é um álbum dos músicos brasileiros Cristina Buarque e Mauro Duarte, lançado em 1985 em formato de vinil. O disco trouxe composições de Mauro Duarte com alguns de seus principais parceiros, como Walter Alfaiate e Paulo César Pinheiro .

## Antecedentes e produção
Logo no início de sua carreira, Cristina Buarque começou a gravar sambas inéditos ou pouco conhecidos de compositores à margem do mercado fonográfico. Devido à sua ligação com autores vinculados a escolas de samba do Rio de Janeiro, notadamente a Portela, seu repertório passou a contar com canções de Mauro "Bolacha" Duarte, com o qual Cristina fez dezenas de shows entre 1983 e 1985.
Em maio de 1985, de forma independente, foi gravado o disco, tendo como produtores Cristina Buarque, Cristóvão Bastos, Mauro Duarte e Nivaldo Duarte.

## Faixas

### Lado A
| N.º | Título                                                       | Compositor(es) | Duração |  |
| 1.  | "Sorri de mim"                                               | Mauro Duarte/Walter Alfaiate                                                                                              | 2:30    |  |
| 2.  | "Vazio Timidez"                                              | Mauro Duarte/Élton Medeiros Mauro Duarte/Noca da Portela                                                                  | 4:18    |  |
| 3.  | "Monograma"                                                  | Cristovão Bastos/Paulo César Pinheiro                                                                                     | 3:30    |  |
| 4.  | "Pra que afinal? Lá se foi Lama Quantas lágrimas Nunca mais" | Mauro Duarte/Adélcio de Carvalho Mauro Duarte/Carlinhos Vergueiro Mauro Duarte Manaceia Mauro Duarte/Paulo César Pinheiro | 8:25    |  |

### Lado B
| N.º | Título                                            | Compositor(es)                    | Duração |  |
| 1.  | "Reserva de domínio (part. Paulo César Pinheiro)" | Mauro Duarte/Paulo César Pinheiro | 3:36    |  |
| 2.  | "Papagaio falador"                                | Bucy Moreira/Geraldo Gomes        | 2:06    |  |
| 3.  | "Aventura"                                        | Mauro Duarte/Paulo César Pinheiro | 4:10    |  |
| 4.  | "Uma canção desnaturada"                          | Chico Buarque                     | 2:20    |  |
| 5.  | "Sacrifício"                                      | Mauro Duarte/Maurício Tapajós     | 3:46    |  |
| 6.  | "A alegria continua"                              | Mauro Duarte/Noca da Portela      | 1:10    |  |
| 7.  | "Portela na avenida"                              | Mauro Duarte/Paulo César Pinheiro | 2:35    |  |